# 魏秀琦
魏秀琦（？—？），福建省福州府侯官縣人，清朝政治人物、同進士出身。
光緒十五年（1889年），参加光緒己丑科殿試，登進士三甲40名。同年五月，著主事，分部学习。